# Luis Iruarrizaga
Luis Iruarrizaga Aguirre (Yurre, Vizcaya, 25 de agosto de 1891-Madrid, España, 13 de abril de 1928) fue un compositor vasco nacido en Vizcaya, hermano del también músico y organista Juan Iruarrizaga.

## Biografía
Nació el 25 de agosto de 1891 en el caserío denominado Errekako Etxe, en el barrio de Garbe de Yurre. Sus padres, Pedro Ignacio Iruarrizaga Atucha, de Yurre, y Casimira Aguirre Ealo, de Vedia, tuvieron nueve hijos de los que Luis fue el mayor. A los 7 años siendo monaguillo ya mostraba gran afición por el canto eclesiástico, y el organista local y presbítero Ramiro de Urrechea se aseguró que tendría estudios musicales. El 1 de octubre de 1904 ingresó en el colegio de los Hijos del Corazón de María de los Padres Claretianos de Valmaseda. Mientras estudiaba teología para ser sacerdote en Santo Domingo de la Calzada, estudió canto gregoriano y armonía.
En 1916 fue ordenado sacerdote. Al establecerse en Madrid desempeñó la plaza de organista del Santuario del Corazón de María, fundó la Escuela Mayor de Música Sacra y fue su director. Junto con su hermano fue director de la revista Tesoro Sacro Musical, que él mismo fundó, y del coro Schola Cantorum del seminario de Madrid, hasta su muerte.Por su iniciativa, se fundó en el seminario de Madrid la Escuela Superior de Música Sagrada.
En 1919 inició la serie de conciertos sacros en el Teatro Real, y asistieron, a algunos de ellos, la Familia Real.
Los veranos los dedicaba a viajes de estudio. Estuvo en Londres, en cuya catedral de Westminster organizó dos conciertos sacros. En El Escorial se dedicó largas temporadas al estudio de sus archivos y a la armonización de las Cantigas de Alfonso X el Sabio.

## Obra
Autodidacta independiente, comenzó a componer formado muy en clásico. Más tarde fue evolucionando hacia nuevas formas y elementos. Críticos e ilustres compositores le calificaron como gran innovador y creador de nuevos derroteros en el campo de la moderna composición sacromusical. Fue eminente profesional de la música sagrada y especialista del arte polifónico, organizador de coros populares, inspirado cantor y admirable organista.
Toda su producción fue religiosa. Se conocen 244 de sus obras, aunque se sabe que 12 se perdieron. A lo largo de 24 años creó unas 100 composiciones, entre 1907 y 1916, mientras fue estudiante, y todas las demás, unas 130, entre 1916 y 1928, en Madrid. En 1944 su obra completa fue publicada reunida en tres tomos.
Obras principales:
- Triludios. La forma musical del triludio es propia de Iruarrizaga, siendo una obra que consta de 3 partes conducidas por un mismo motivo.[4][5]
- Melodías Eucarísticas.[6]
- Misa Paschalis, a cuatro y siete voces mixtas.[7]
- Stabat Mater.[8]
- Cuatro cánticos a la Santísima Virgen: a una y tres voces.[9]

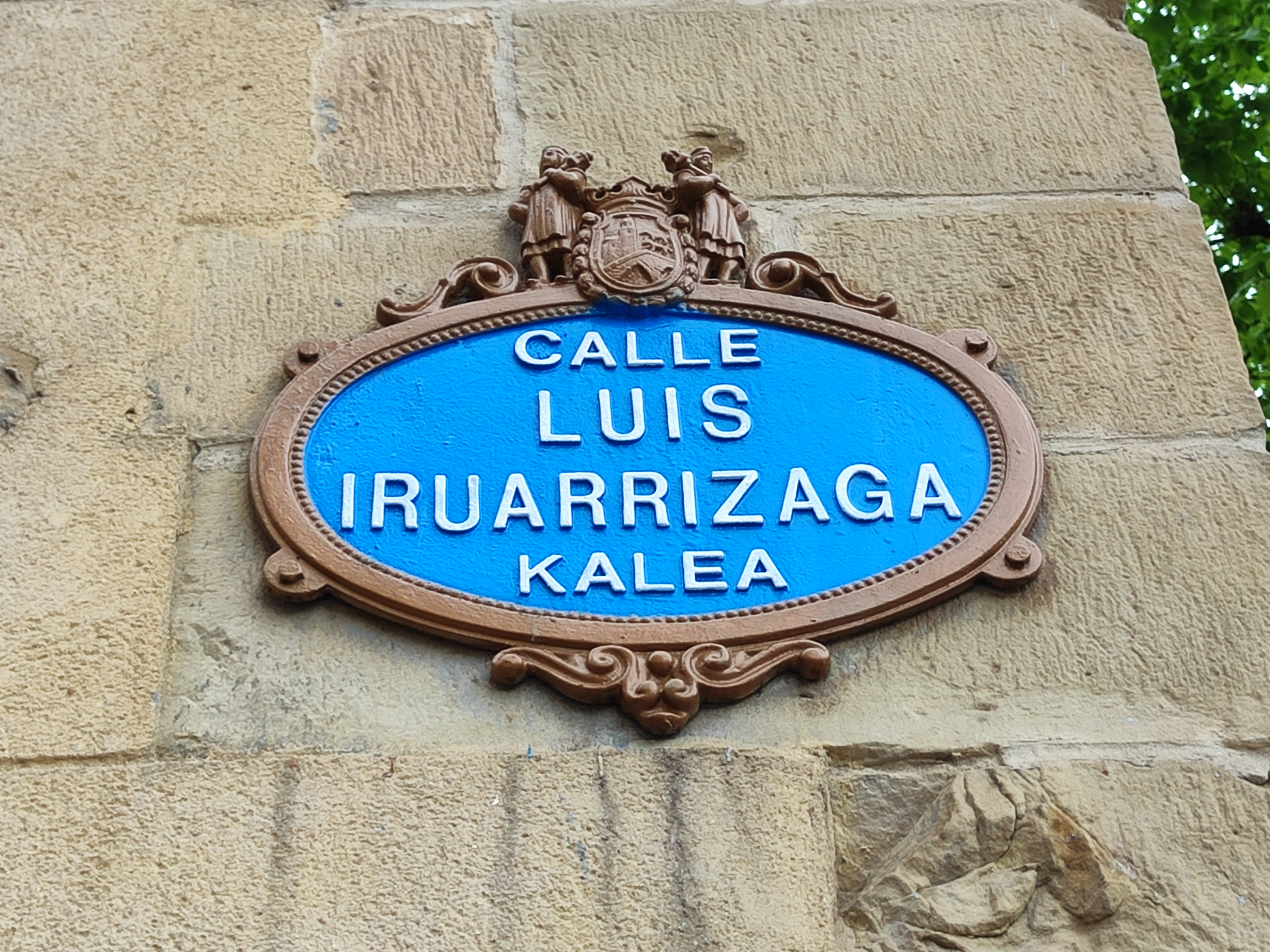
Rótulo de la calle Luis Iruarrizaga

- Cántigas y Poema de la Asunción.[1]

## Reconocimientos
- Una calle de Bilbao, en el barrio de San Francisco, lleva su nombre.